# Музейно-мемориальный комплекс Н. М. Пржевальского и К. Карасаева
Музейно-мемориальный комплекс Н. М. Пржевальского и К. Карасаева находится в посёлке городского типа Пристань-Пржевальск Кыргызской Республики в 12 км к северо-западу от города Каракол.
Представляет собой парк на высоком берегу озера Иссык-Куль площадью 9 гектаров, на территории которого расположены:
- Могила Н. М. Пржевальского (1888)
- Памятник Н. М. Пржевальскому (1894)
- Музей Н. М. Пржевальского (1957)
- Православная часовня (1996)
- Могила К. Карасаева (1998)
- Памятник К. Карасаеву (2002)
- Музей К. Карасаева (2013)

Постановлением № 568 от 20 августа 2002 года Правительства Кыргызской Республики комплекс включён в Государственный список памятников истории и культуры Кыргызской Республики республиканского значения под номером 203.

## История
- Могила Н. М. Пржевальского

20 октября 1888 года в Караколе скончался от брюшного тифа Н. М. Пржевальский. Перед смертью он просил, чтобы похоронили его на берегу Иссык-Куля в походной экспедиционной форме, чтобы надпись на могиле была просто «Путешественник Пржевальский», чтобы сделали снимок для родных с ружьём Ланкастером, которое на память подарил В. И. Роборовскому, а другое ружьё Пёрдэ — П. К. Козлову. Книги завещал: о млекопитающих — Е. А. Бихнеру, о птицах — Ф. Э. Плеске.
Казаки и солдаты никого не допустили к телу покойного и необходимые приготовления исполнили сами.
Все спутники сообща отправились искать место для могилы и по общему совету выбрали его в 12 вёрстах от города, на крутом обрывистом берегу Иссык-Куля. Из-за твердости грунта могилу копали солдаты в течение двух дней. Соорудили два гроба: один деревянный, а другой железный. Обернули их материей и галунами. Местные дамы сделали венок из искусственных цветов и положили его на гроб. Солдаты сделали огромную гирлянду из ели.
Два раза в день служили панихиды, на которые собиралось много народа из числа знакомых или просто уважавших Николая Михайловича как знаменитого путешественника. Так продолжалось до 26-го октября, когда около 8 часов вечера была получена телеграмма командующего войсками округа, разрешавшая предать тело земле. В 8 часов 30 минут утра 27-го числа был назначен вынос, и к этому времени перед бараком лазарета выстроились 5-й Западно-Сибирский линейный батальон с хором музыки и батарея артиллерии. Вместо дрог для гроба был приспособлен полевой лафет. Тяжесть гроба была так велика, что его едва донесли до лафета.
После обедни и отпевания траурная процессия отправилась за город к месту погребения. Провожавших было много, и даже дамы все 12 вёрст шли пешком. По пути встречались толпы киргизов, стоявших с обнажёнными головами. Всю дорогу пели певчие, сменяемые хором музыки. Стояла чудесная погода, солнце пригревало по-летнему.
Возле могилы войска прошли вперёд и выстроились, чтобы пропустить с должною почестью печальную процессию. Колесница-лафет сделала заезд к могиле. Спутники-товарищи приняли с неё последний раз на свои руки бесценный прах и понесли вниз к склепу. Орудийные и ружейные залпы разнесли грустную весть далеко по озеру и окрестным горам. Началась служба. Священник произнёс молитву об успокоении доброй души усопшего раба Николая и бросил горсть земли. С тёплым словом выступил полковник Ярослав Иванович Корольков, а потом — доктор Иван Иванович Крыжановский, говоривший сквозь слёзы и заставивший плакать всех окружавших могилу.
По окончании речей склеп был заделан и засыпан землёй. На нём водружён большой чёрный крест, убранный венком из цветов. На прибитой к кресту небольшой доске Роборовский написал: «Путешественник Николай Михайлович Пржевальский. Родился 1839 года марта 31. Скончался 1888 года октября 20-го».
Задушевное желание покойного было исполнено: тело его осталось навсегда в Азии, и могила его находится у подножия Небесных гор.
- Памятник Н. М. Пржевальскому

По распоряжению военного министра П. С. Ванновского было принято решение о сооружении памятника Н. М. Пржевальскому за казённый счёт. Начальство Омского военного округа представило проект памятника в виде пирамиды высотой 32 метра. Одновременно с этим товарищ и друг покойного генерал-майор А. А. Билдерлинг представил свой проект памятника, удостоившийся 21 января 1889 года особой похвалы Его Величества и Высочайшего утверждения.
Памятник Пржевальскому был построен в 1893 году и открыт 26 июня 1894 года. Он представляет собой сложенную из больших глыб местного тянь-шаньского гранита скалу, на которой возвышается большой бронзовый орёл — символ ума, силы и бесстрашия (размах крыльев — 2,5 метра). В клюве орёл держит оливковую ветвь — эмблему мирных завоеваний науки. Под его когтями — полуразвёрнутая бронзовая карта Центральной Азии с нанесёнными маршрутами путешествий исследователя. На лицевой стороне скалы укреплён восьмиконечный православный крест. Под ним большой бронзовый медальон с барельефом путешественника — увеличенная копия именной золотой медали Императорской Академии Наук, отчеканенной в 1886 году в знак признания его великих заслуг перед наукой, и надпись: «Николай Михайлович Пржевальский. Первый исследователь природы Центральной Азии. Родился 31 марта 1839 г. Скончался 20 октября 1888 г.». От основания к полированной поверхности с надписью ведут прорубленные в толще гранита одиннадцать ступеней. Высота памятника — 8,2 метра, ширина — 2,5 метра, масса — 365 тонн. Стоимость памятника — 25 000 рублей.
Орёл и медальон изваяны скульптором и академиком Императорской Академии художеств И. Н. Шредером и отлиты в Петербурге на бронзолитейном заводе Карла Берто. Работами по сооружению памятника заведовал архитектор Константин Аркадьевич Борисоглебский и был награждён малой серебряной медалью совета Императорского РГО «За отлично выполненные работы по сооружению памятника на могиле генерал-майора Н. М. Пржевальского» (1893).
В 1900 году около памятника и могилы на площади 9 гектаров был разбит сад.
- Музей Н. М. Пржевальского

Идея создания музея Н. М. Пржевальского рядом с его могилой была высказана в 1944 году президентом Академии наук СССР профессором В. Л. Комаровым, но во время войны и в годы восстановления осуществить такую задумку было затруднительно. Только в 1957 году по решению Совета Министров Киргизской ССР был основан музей, который открыл свои двери для посетителей 29 апреля 1957 года. Первым директором музея стал Георгий Степанович Битюков.
Здание музея Н. М. Пржевальского построено в 1957 году в стиле неоклассицизма по проекту архитектора А. М. Шпрунта. В декоративном оформлении фасадов здания использованы скульптурные работы О. М. Мануйловой — беркут на фронтоне и архары в движении по бокам портика. В 1980 году к зданию музея был пристроен П-образный корпус с окнами во всю стену во внутренний дворик. Новый корпус расширил экспозиционную площадь до 400 квадратных метров. При входе в музей посетителей встречают большой глобус и керамическая карта путешествий Н. М. Пржевальского, изготовленная ленинградскими художниками. Экспозиция музея состоит из 10 разделов, которые можно посмотреть обойдя их по кругу.
Начало формированию фонда положено Иссык-Кульским государственным музеем имени Н. М. Пржевальского Министерства Культуры Киргизской ССР, передавшим в 1957 году коллекцию сочинений Н. М. Пржевальского из 8 книг, изданных в период с 1883 по 1947 годы, 30 фотокопий и фотографий. В 1958 году для музея художники Гладков, Харламов, Васильев написали 14 картин, Киргизский Зоокомбинат изготовил 10 чучел животных и птиц, 10 редких книг были приобретены в букинистическом магазине в Ленинграде. Материалы для пополнения фондов поступали также из архива Географического общества СССР. В 1960 году фонд музея уже насчитывал 386 единиц хранения, а к 2020 году составлял около 2000 экспонатов. Это личные вещи и подлинные фотографии путешественника, а также труды его соратников и последователей: В. И. Роборовского, П. К. Козлова, Г. Н. Потанина, Г. Е. Грумм-Гржимайло, изданные в XIX веке.
Особо ценный экспонат музея — дымный штуцер 12 калибра, известный как «Ружьё Н. М. Пржевальского».

Металлические части ружья покрыты орнаментированной гравировкой и изображениями голов животных: кабана, собаки, лани, лисицы. Под шейкой ложа на хвосте спусковой скобы имеются инициалы мастера: «В. Л.» (предположительно, Василий Лежен), номер ружья: «836» и инициалы Пржевальского: «Н. М. П.». Под прикладом на металлическом серебряном щитке надпись: «Экспедиции Пржевальского». На гребне приклада возле затыльника врезан другой серебряный щиток, на нём выгравированы инициалы Пржевальского «Н. М. П.», дата «1883 год» и номер ружья «836». На прицельной планке ружья имеется надпись: «В. Лежен в Петербурге».
По версии Г. С. Битюкова, первого директора музея: Это одно из нескольких ружей, заказанных Пржевальским в 1883 году оружейному мастеру Василию Васильевичу Лежину для участников экспедиции при подготовке к 4-му путешествию в Тибет. Вернувшись из экспедиции в 1885 году, Н. М. Пржевальский подарил ружьё начальнику охраны Гавриилу Ивановичу Иванову. Позже это ружьё попадает в частную коллекцию уральского казака Ф. Стягова, от которого по наследству переходит к его сыну. В 1919 году при попытке сына Стягова вывезти ружьё в Турцию оно было конфисковано и совершенно случайно попало в руки офицера грузинской гвардии. У офицера ружьё было перекуплено коллекционером исторического оружия В. Е. Маркевичем и находилось в его коллекции в Ленинграде до 1957 года, когда музей приобрёл у него эту бесценную реликвию.
По версии сайта Охотничье оружие: Это ружьё было изготовлено в Льеже по заказу компании Лежен, в мастерской которой была сделана надпись на прицельной планке. Вполне возможно, что оно использовалось в качестве экспедиционного или личного оружия одним из участников 4-й экспедиции Пржевальского. Это мог быть П. К. Козлов, который позднее подарил его Г. И. Иванову. Тот, в свою очередь, подарил ружьё Ф. Стягову, установив на приклад дарственный медальон с надписью: «Г.к. Г. Иванов — Г.к. Ф. Стягову». Далее истории совпадают.
Фонд музея пополнили личные вещи Н. М. Пржевальского, переданные его родственником Михаилом Владимировичем Пржевальским: кожаный кошелёк, малахитовый камень, китайский нож, металлическая линейка, визитная карточка, записная книжка с карандашом, посылочный ящик с инициалами «Н. П.» и сургучной печатью. Он передал также подлинные фотографии Н. М. Пржевальского, его братьев, друзей. До передачи в мемориальный музей эти вещи хранились в семье Пржевальских, передаваясь по наследству.
Супругой П. К. Козлова — спутника Н. М. Пржевальского — Е. В. Козловой подарены подлинные фотографии Н. М. Пржевальского и П. К. Козлова, а также китайский курительный прибор и монгольская металлическая пепельница.
В 2014 году на праздновании 175-летия со дня рождения Н. М. Пржевальского правнучатый племянник Николай Пржевальский-младший передал в фонд музея карманный термометр и измерительный аршин, которыми в научных целях пользовался его родственник во время своих экспедиций.
- Православная часовня

В ноябре 1996 года Святейший Патриарх Всея Руси Алексий II посетил Музейно-мемориальный комплекс Н. М. Пржевальского и освятил часовню, возведённую на его территории.
Часовня имеет квадратную форму плана и многощипцовую крестовую крышу без глав. На фасаде над входом помещён образ Николая Чудотворца, небесного покровителя Н. М. Пржевальского.
- Могила К. Карасаева

31 января 1998 года на 97 году жизни скончался Кусеин Карасаев, советский и кыргызский лингвист, лексикограф, педагог, литературовед, фольклорист, тюрколог, участник создания современного кыргызского алфавита. Решение о захоронения Кусеина Карасаева на территории Музейно-мемориального комплекса Н. М. Пржевальского принималось на уровне высшего руководства Кыргызской Республики. Распоряжением Правительства Кыргызской Республики № 38-р от 2 февраля 1998 года для организации похорон Кусеина Карасаева была создана комиссия под председательством Вице-премьер-министра Кыргызской Республики М. К. Джангарачевой.
- Памятник К. Карасаеву

Постановлением Правительства Кыргызской Республики № 106 от 17 марта 2001 года было поручено Министерству образования и культуры Кыргызской Республики и Иссык-Кульской облгосадминистрации возвести мемориал Кусеина Карасаева. Установленный памятник Кусеину Карасаеву рядом с его могилой представляет собой каменный бюст учёного в поясном срезе, над которым подобно венцу возвышается тундюк. Президент КР Аскар Акаев открыл мемориал 14 ноября 2002 года.
- Музей К. Карасаева

Строительство музея учёного-лингвиста Кусейина Карасаева началось в мае 2012 года, когда отмечался его 110-летний юбилей. Общая стоимость строительства составила 5,4 млн сомов. Средства на строительство и обустройство музея были выделены Фондом развития Иссык-Кульской области и мэрии города Каракола. Немаловажный вклад в создании музея внесли внуки лексиколога.
20 сентября 2013 года состоялось торжественное открытие музея Кусейина Карасаева, приуроченное к празднованию Дня государственного языка в Кыргызской Республике. В церемонии открытия музея приняли участие депутаты разных уровней, руководители районной и городской администраций, представители диаспор, общественные деятели и семья лингвиста. Перерезала красную ленту и сделала первую запись в книге почётных гостей вдова учёного — Айша Карасаева, которой на тот момент исполнился 101 год (всего Айша прожила 103 года, из них 70 — вместе с супругом).
В мемориальном музее К. Карасаева воссоздана обстановка рабочего кабинета учёного Кусеина Карасаева. В экспозиции представлены труды, документы, фотографии, личные вещи и предметы быта его семьи.

## Галерея

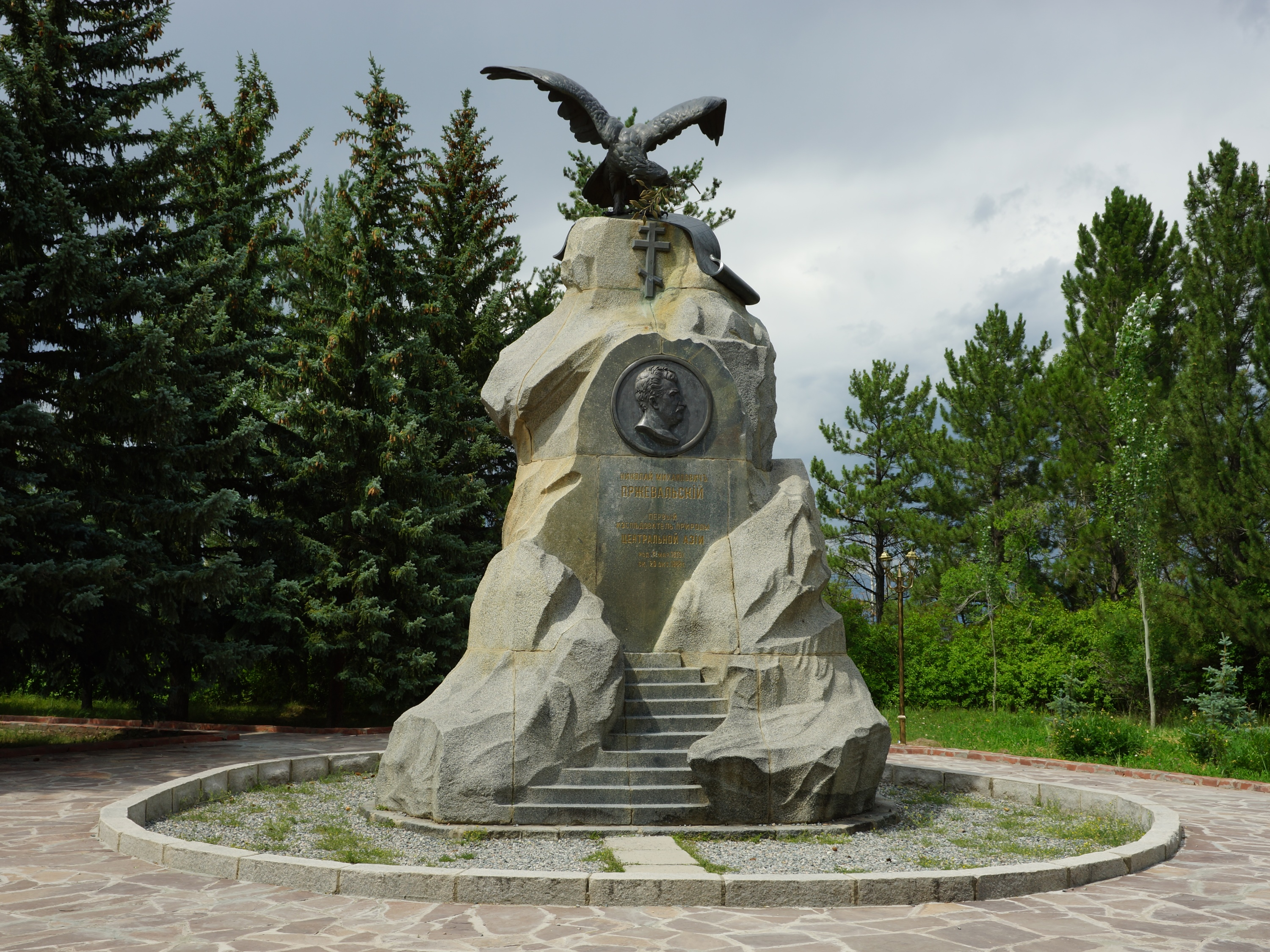
Памятник Н. М. Пржевальскому
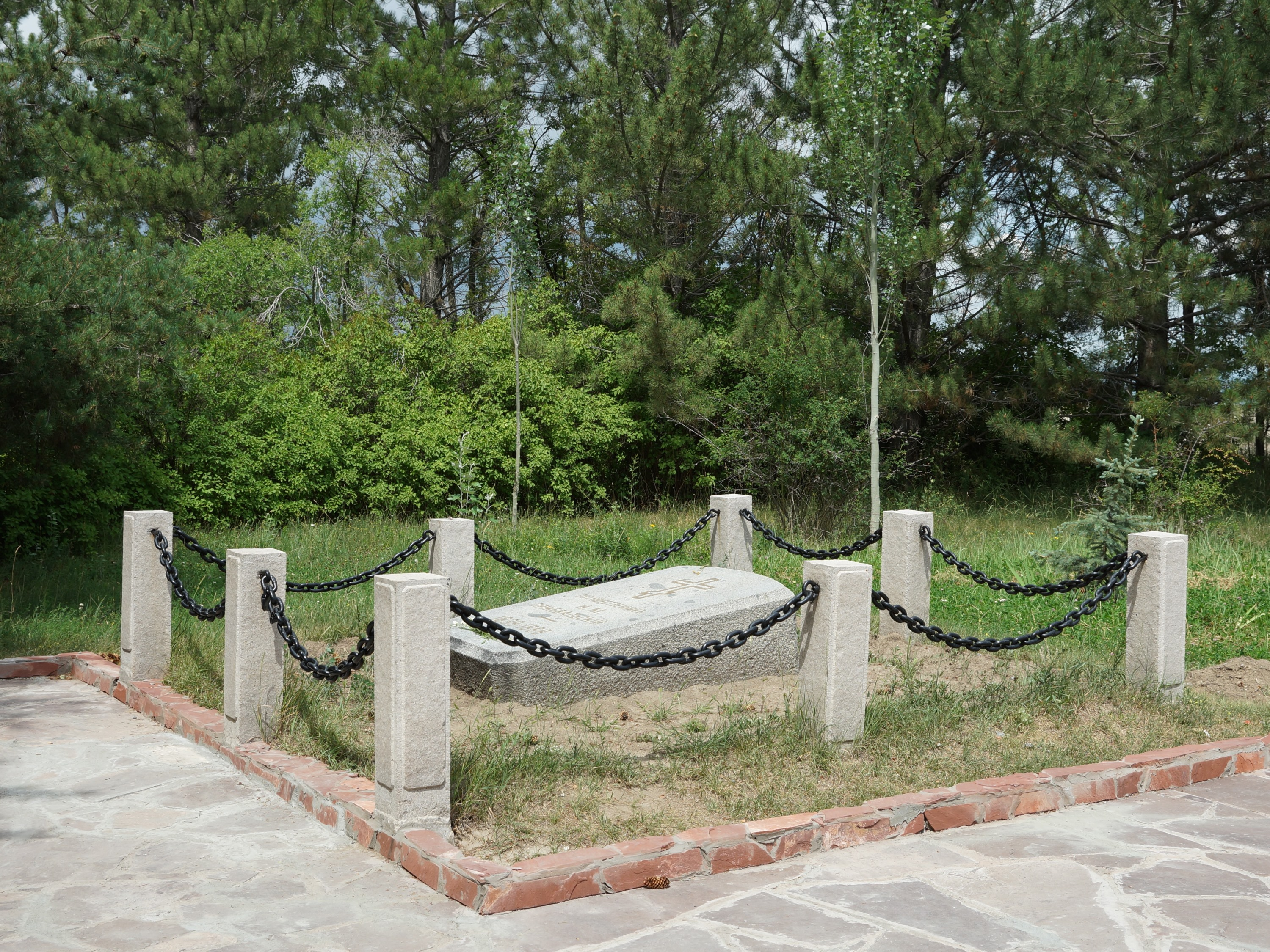
Могила Н. М. Пржевальского
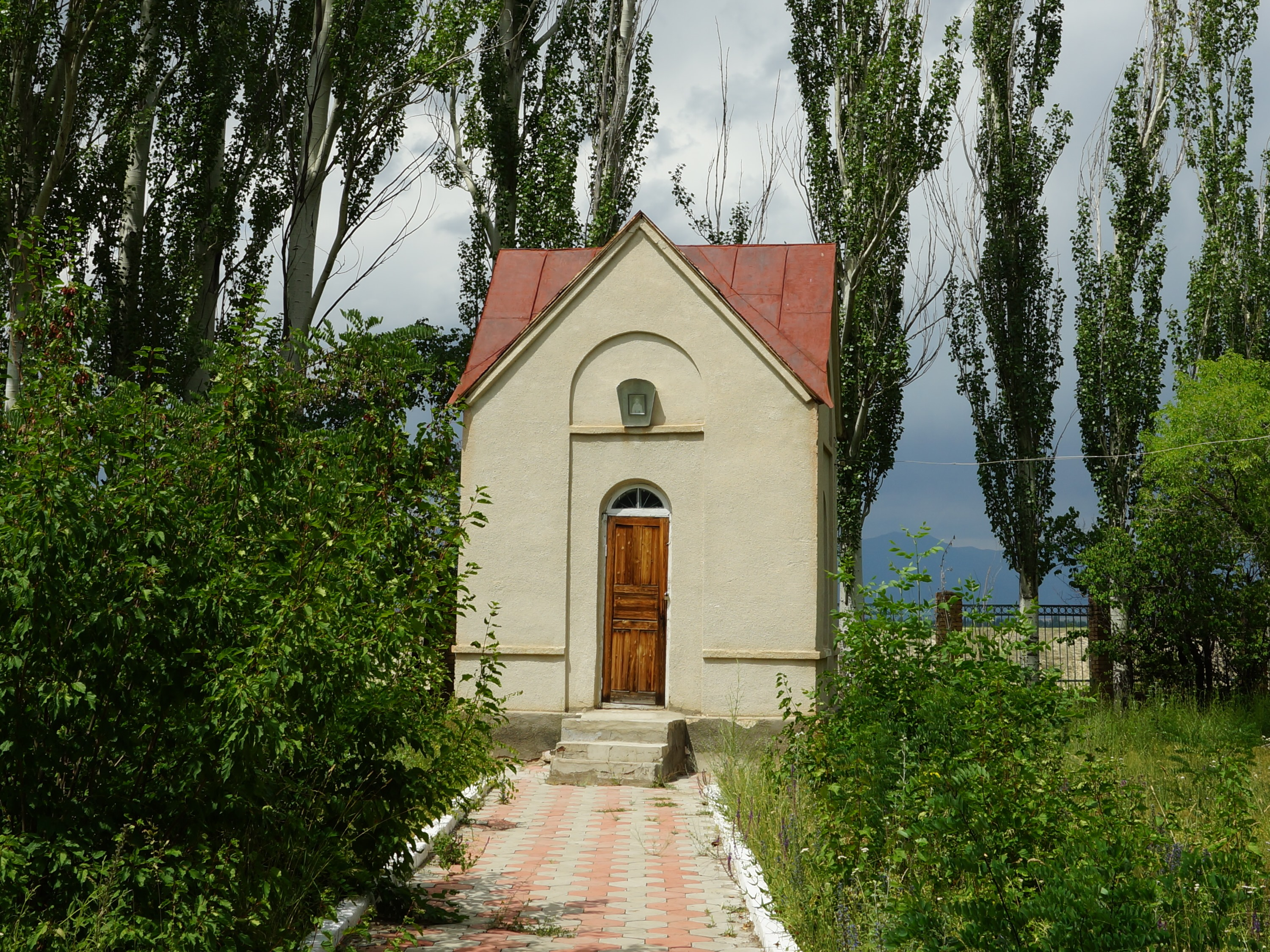
Православная часовня
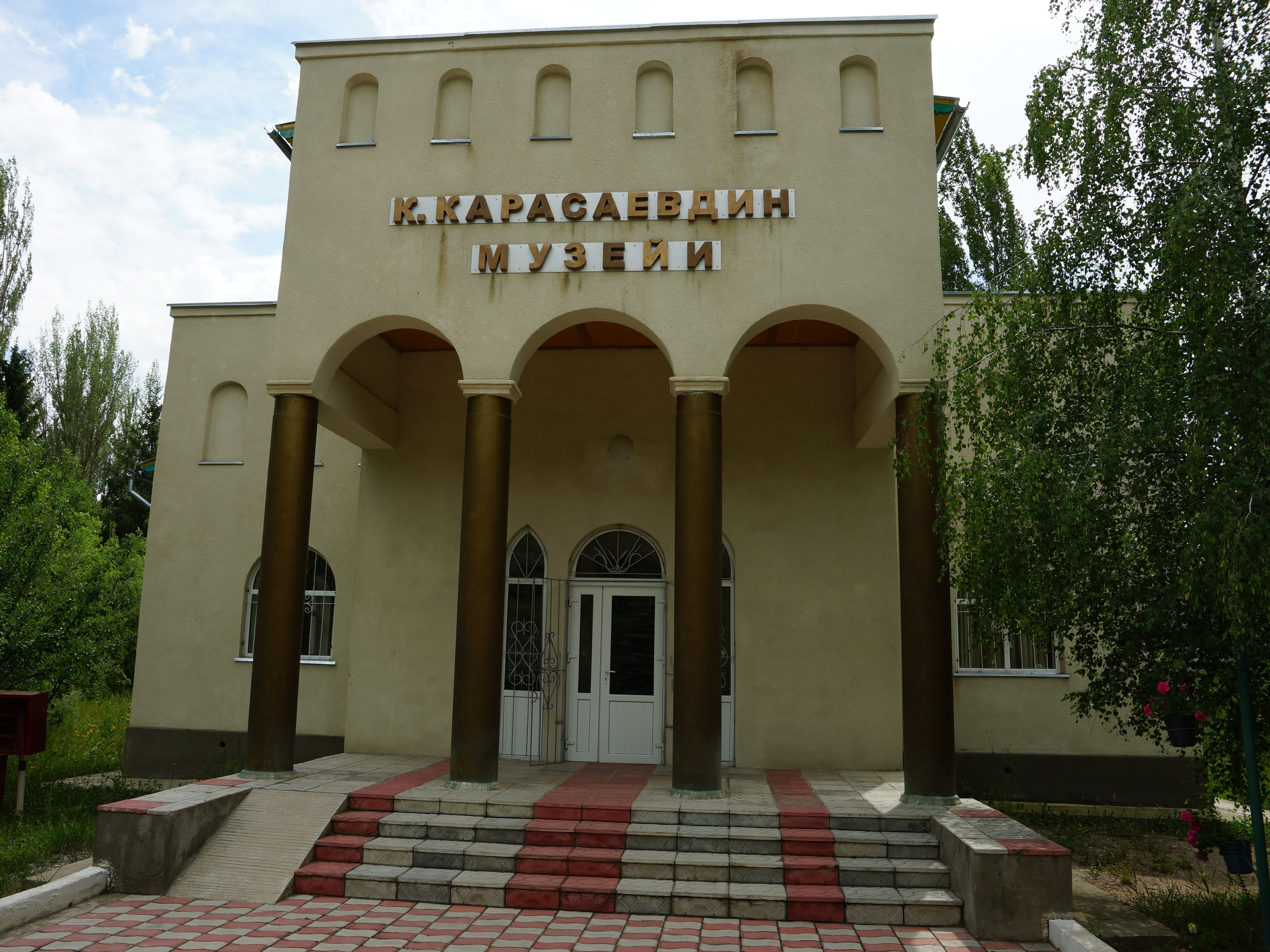
Музей К. Карасаева
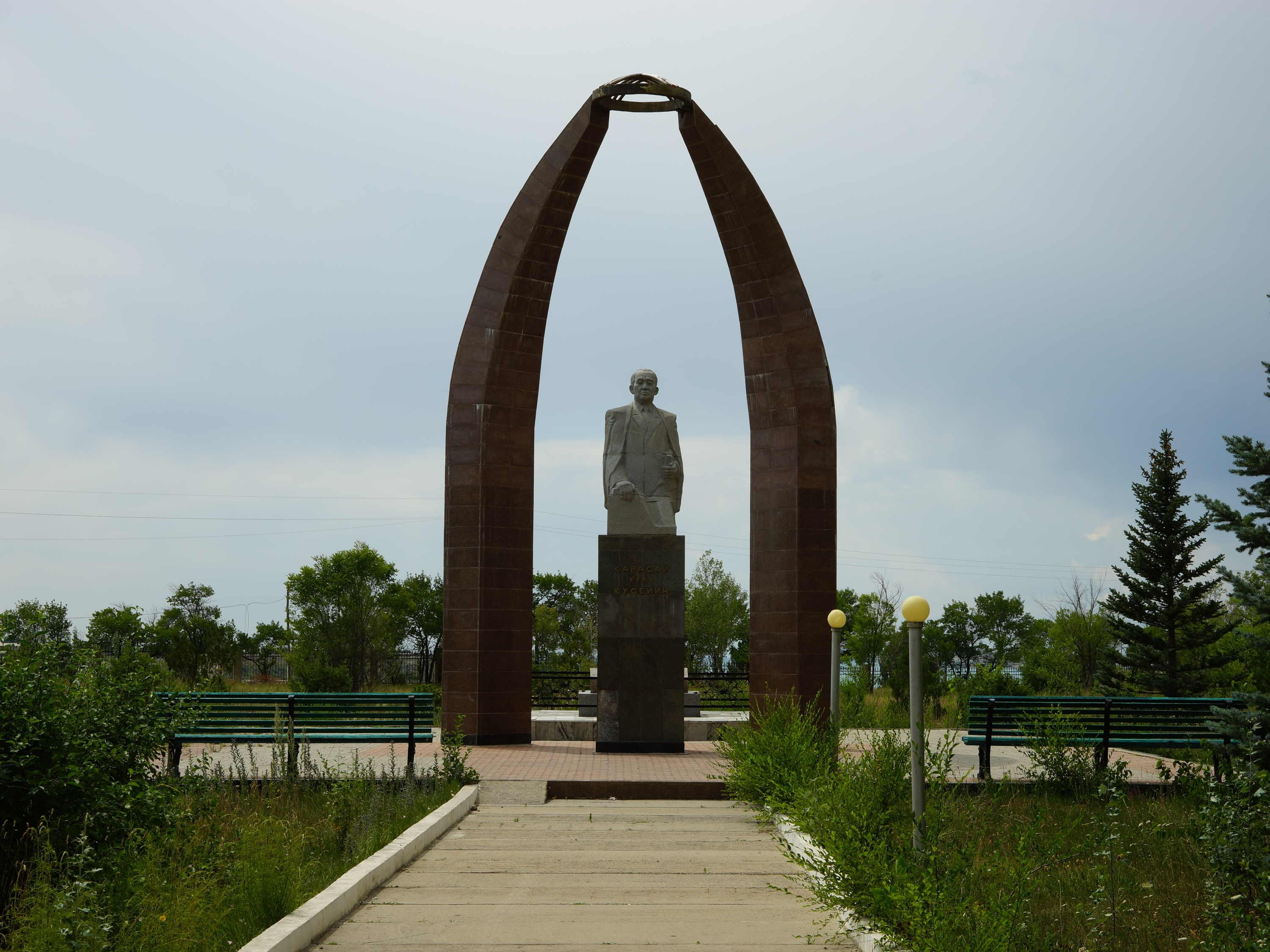
Памятник К. Карасаеву

## Музей в филателии
- 1957 г. — Художественный маркированный конверт СССР. Марка 40 коп. г. Пржевальск Киргизской ССР. Памятник выдающемуся русскому путешественнику Н. М. Пржевальскому. Издание Министерства Связи СССР.
- 1969 г. — Художественный маркированный конверт СССР. Марка 4 коп. Памятник Н. М. Пржевальскому. Серия «100 лет городу Пржевальску». Издание Министерства связи СССР. Художник Д. Мухин.
- 1969 г. — Художественный маркированный конверт СССР. Марка 4 коп. Музей Н. М. Пржевальского. Серия «100 лет городу Пржевальску». Издание Министерства связи СССР. Художник Д. Мухин.